# Colobogaster biguttata
Colobogaster biguttata es una especie de escarabajo del género Colobogaster, familia Buprestidae. Fue descrita científicamente por Kerremans en 1897.